# Stenadonta
Stenadonta is een geslacht van vlinders van de familie tandvlinders (Notodontidae).

## Soorten
- S. cyttarosticta Hampson, 1895
- S. radialis Gaede, 1930